# Vlag van Boom
De vlag van Boom werd door de gemeenteraad op 3 september 1987 officieel vastgesteld als de gemeentelijke vlag van de Antwerpse gemeente Boom. Op 17 november 1987 werd hij door het Bestuur van Vlaanderen bevestigd en uiteindelijk gepubliceerd op 16 september 1988 in het officiële Belgisch Staatsblad.
Officieel wordt de vlag beschreven als:
Twee even lange banen van blauw en van wit met in de broektop het gemeentewapen.
De herkomst van de kleuren blauw en wit is onbekend, die in ieder geval de traditionele kleuren zijn van de Heilige Maagd, gekleed in een blauwe mantel, bezaaid met gouden sterren, die zijn afkomstig uit het gemeentewapen.

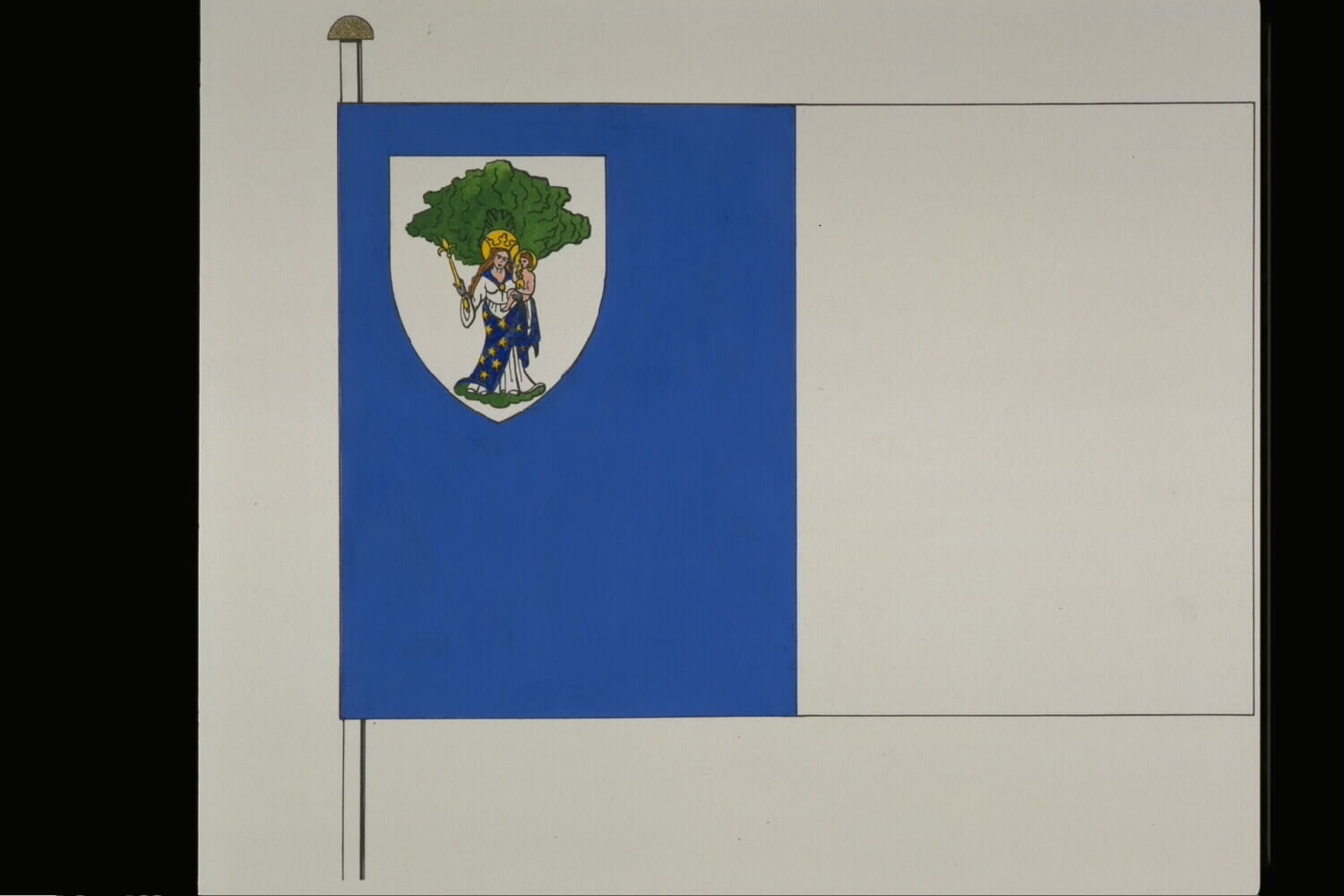
Officiële tekening van de vlag